# Flowers Hills
Flowers Hills är en kulle i Antarktis. Den ligger i Västantarktis. Chile gör anspråk på området. Toppen på Flowers Hills är 1 390 meter över havet.
Terrängen runt Flowers Hills är huvudsakligen kuperad, men åt sydväst är den bergig. Trakten är obefolkad. Det finns inga samhällen i närheten.